# キャロルハウス
キャロルハウス (Carroll House) は、アイルランドで生産され、イギリスで調教を受けた競走馬。イギリス・イタリア・ドイツ・アイルランド・フランス・日本の6か国で走り通算20戦7勝。1989年の凱旋門賞 (G1) をはじめヨーロッパのG1を3勝、G2を1勝した。現役引退後種牡馬となり日本に輸出されたが、のちにアイルランドへ再輸出された。
※文中の馬齢は当時の日本で一般的であった数え年ではなく、現在使用されている方法に換算して表記する。

## 戦績
2歳時の1987年にデビューし、2戦目に初勝利を挙げる。3歳ではクラシックの前哨戦を2戦した後、デルビーイタリアーノ（イタリアダービー）で2着。さらに準重賞を2勝し、秋にドイツのバーデン大賞でG1初勝利を挙げる。
4歳では3戦目にプリンセスオブウェールズステークス(G2)を勝ち、キングジョージ6世&クイーンエリザベスステークスではナシュワンの5着。秋にフェニックスチャンピオンステークス（現在のアイリッシュチャンピオンステークス）を勝ち、大一番の凱旋門賞に出走。レースでは最後の直線でキャロルハウスが先頭に立ったが、3歳牝馬ベヘーラの進路をカットする形となった。不利を受けたベヘーラは体制を立て直してセントアンドリュースを交わして2着に入線したが、先頭を走るキャロルハウスには及ばなかった。降着になりかねない斜行であったが、長い審議の末にキャロルハウスの優勝が確定した。その後、社台グループの吉田善哉が購入し、第9回ジャパンカップに出走するが、ホーリックスの14着（ブービー）に敗れる。
5歳でも現役を続行するが、2戦して7着、4着に終わり、現役を引退した。

## 種牡馬として
1991年より社台スタリオンステーションで種牡馬となる。産駒は1994年にデビューするが、同じ社台の種牡馬としての同期に期待のサンデーサイレンスやジェイドロバリーがいたこと、また日本のスピード競馬に対応できなかったこともあって、重賞勝ち馬はエイシンサンサン（小倉3歳ステークスGIII）1頭のみと期待外れの結果に終わり、1997年にアイルランドに再輸出された。なおエイシンサンサンはエイシンニーザン、エーシンディーエス、エイシンクリックの3兄弟を産み、これがキャロルハウスが母の父として名を残すケースのひとつとなっている。

### グレード制重賞優勝馬
- 1992年産
  - エイシンサンサン（1994年小倉3歳ステークス）

### 地方重賞優勝馬
- 1994年産
  - ルイス（1997年秋の鞍）

### 母父としての主な産駒
- 1999年産
  - メイプルスプリング（2003年クイーン賞）- 父ソヴィエトスター
  - スーパーリターン（2002年花吹雪賞）- 父ウイニングチケット

- 2001年産
  - エムオーウイナー（2007年シルクロードステークス）- 父ニホンピロウイナー
- 2002年産
  - エイシンニーザン（2008年阪神スプリングジャンプ）- 父フォーティナイナー
- 2003年産
  - メイホウホップ（2005年兼六園ジュニアカップ、2010年北上川大賞典、2011年九州大賞典、2013年阿蘇山賞）- 父エイシンサンディ
  - オグリアラシ（2005年ジュニアクラウン）- 父ダミスター
- 2005年産
  - エーシンディーエス（2009年京都ジャンプステークス、2010年京都ハイジャンプ）- 父デヒア
- 2006年産
  - ハリマノワタリドリ（2013年珊瑚冠賞）- 父ゴールドアリュール
- 2012年産
  - オトコノヒマツリ（2015年高知優駿）- 父カネヒキリ
- 2014年産
  - エイシンクリック（2022年阪神スプリングジャンプ）- 父ルーラーシップ

## 血統表
| キャロルハウスの血統（ロイヤルチャージャー系 / インブリード Fair Trial4×5、Hyperion4×5、Nearco5×5） | キャロルハウスの血統（ロイヤルチャージャー系 / インブリード Fair Trial4×5、Hyperion4×5、Nearco5×5） | キャロルハウスの血統（ロイヤルチャージャー系 / インブリード Fair Trial4×5、Hyperion4×5、Nearco5×5） | （血統表の出典）       | （血統表の出典） |
| 父 Lord Gayle 1965 黒鹿毛                                                                           | 父の父Sir Gaylord 1959 鹿毛                                                                         | Turn-to                                                                                             | Royal Charger          | Royal Charger    |
| 父 Lord Gayle 1965 黒鹿毛                                                                           | 父の父Sir Gaylord 1959 鹿毛                                                                         | Turn-to                                                                                             | Source Sucree          |                  |
| 父 Lord Gayle 1965 黒鹿毛                                                                           | 父の父Sir Gaylord 1959 鹿毛                                                                         | Somethingroyal                                                                                      | Princequillo           | Princequillo     |
| 父 Lord Gayle 1965 黒鹿毛                                                                           | 父の父Sir Gaylord 1959 鹿毛                                                                         | Somethingroyal                                                                                      | Imperatrice            |                  |
| 父 Lord Gayle 1965 黒鹿毛                                                                           | 父の母Sticky Case 1958 栗毛                                                                         | Court Martial                                                                                       | Fair Trial             | Fair Trial       |
| 父 Lord Gayle 1965 黒鹿毛                                                                           | 父の母Sticky Case 1958 栗毛                                                                         | Court Martial                                                                                       | Instantaneous          |                  |
| 父 Lord Gayle 1965 黒鹿毛                                                                           | 父の母Sticky Case 1958 栗毛                                                                         | Run Honey                                                                                           | Hyperion               | Hyperion         |
| 父 Lord Gayle 1965 黒鹿毛                                                                           | 父の母Sticky Case 1958 栗毛                                                                         | Run Honey                                                                                           | Honey Buzzard          |                  |
| 母 Tuna 1969 栗毛                                                                                   | 母の父*シルバーシャーク Silver Shark 1963 芦毛                                                      | Buisson Ardent                                                                                      | Relic                  | Relic            |
| 母 Tuna 1969 栗毛                                                                                   | 母の父*シルバーシャーク Silver Shark 1963 芦毛                                                      | Buisson Ardent                                                                                      | Rose o'lynn            |                  |
| 母 Tuna 1969 栗毛                                                                                   | 母の父*シルバーシャーク Silver Shark 1963 芦毛                                                      | Palsaka                                                                                             | Palestine              | Palestine        |
| 母 Tuna 1969 栗毛                                                                                   | 母の父*シルバーシャーク Silver Shark 1963 芦毛                                                      | Palsaka                                                                                             | Masaka                 |                  |
| 母 Tuna 1969 栗毛                                                                                   | 母の母Vimelette 1960 鹿毛                                                                           | *ヴィミー Vimy                                                                                      | Wild Risk              | Wild Risk        |
| 母 Tuna 1969 栗毛                                                                                   | 母の母Vimelette 1960 鹿毛                                                                           | *ヴィミー Vimy                                                                                      | Mimi                   |                  |
| 母 Tuna 1969 栗毛                                                                                   | 母の母Vimelette 1960 鹿毛                                                                           | Sea Parrot                                                                                          | Ocean Swell            | Ocean Swell      |
| 母 Tuna 1969 栗毛                                                                                   | 母の母Vimelette 1960 鹿毛                                                                           | Sea Parrot                                                                                          | Precious Polly F-No.14 |                  |

甥のフェニックスリーチ（2000年生、父アルハース）はドバイシーマクラシックと香港ヴァーズに勝ち、2004年のジャパンカップに出走した（6着）。